# Prizrenska liga
Prizrenska liga (albansko Lidhja e Prizrenit) je bila albanska politična organizacija, ustanovljena 10. junija 1878 v Prizrenu v današnjem Kosovu (takrat del Osmanskega cesarstva). Ustanovljena je bila, da bi zaščitila albanske nacionalne interese po Berlinskem kongresu, na katerem so bila območja z albanskim prebivalstvom razdeljena med druge države.
Organizacija se je zavzemala za nacionalni šolski sistem, avtonomnejšo upravljanje s financami in obrambo ozemelj, kjer so živeli Albanci, pred srbskimi, črnogorskimi in grškimi apetiti. Z vojaškim posredovanjem je Črni gori preprečila priključitev ozemelj, ki ji jih je dodelil kongres, dosegla pa je tudi zmanjšanje ozemlja, dodeljenega Grčiji. Po zmagi v prvi balkanski vojni (1912–1913) so te države vseeno priključile sporna ozemlja. Prizrenski ligi kljub temu pripisujejo zasluge za prebuditev nacionalne zavesti Albancev in prikaz te zavesti Zahodu.